# El Guanaco
El Guanaco es un caserío de la comuna de Quirihue de la Región de Ñuble, en Chile.
En diciembre de 2017, ocurrió un incendio forestal en el sector, producto de la caída de cables eléctricos, cual interrumpió el tránsito en la Ruta N-50.
En 2018, inicia el abastecimiento de agua potable en la localidad. Al año siguiente, ocurre el Temporal del Biobío de 2019, donde la caída de árboles interrumpió el camino que conecta a Quirihue con Cobquecura.